# Inwa (Myanmar)

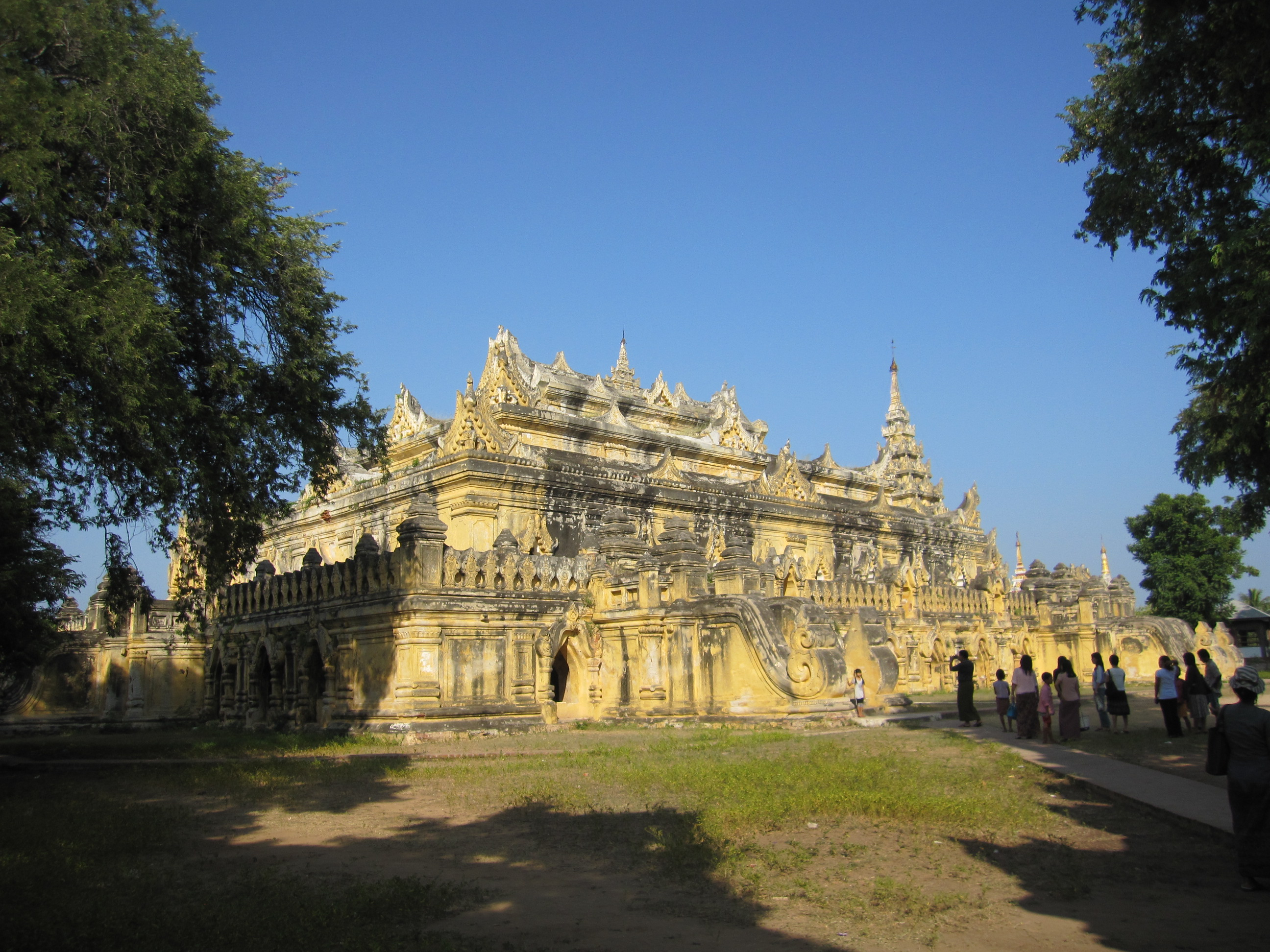
The Queen’s Brick Monastery

Inwa, ehemals Ava (birmanisch အင်းဝမြို့; BGN/PCGN: inwamyo; Pali: Ratnapura, „Stadt der Edelsteine“), ist die alte Hauptstadt des früheren Königreiches Ava im oberen Birma.

## Lage
Inwa liegt in der Mandalay-Division, etwa 6,5 km südwestlich von Amarapura bzw. 20 km südwestlich von Mandalay, am Zusammenfluss des Ayeyarwady  mit dem Mjitnge. Der Myittha-Kanal verbindet an der Südseite die beiden Flüsse und macht Inwa zu einer Insel. Die Stadt besteht aus einer äußeren und einer inneren durch Wall und Graben befestigten Stadt.
Zahlreiche buddhistische Tempelanlagen ziehen Touristen aus aller Welt an. Das Inwa Nat Pwe findet abhängend vom Vollmond im Februar/März jeden Jahres statt und feiert den Nat Thon Ban Hla.

## Geschichte
Nachdem die Hauptstadt Sagaing von den Shan erobert worden war, wurde Ava 1364 gegründet und war bis 1783 Hauptstadt des Reiches Ava. Ava wurde zunächst von einer Dynastie birmanisierter Shan regiert, wurde dominierende Macht in Oberbirma und hatte den Anspruch, das ganze Gebiet des alten Bagan-Reiches (also etwa des heutigen Birmas) unter seine Kontrolle zu bringen. Von 1385 bis 1424 war es im vierzigjährigen Krieg mit dem von Mon beherrschten Reich Pegu, der wichtigsten Herrschaft Unterbirmas. Pegu konnte seine Unabhängigkeit wahren und erlebte durch seine günstige Lage für den Überseehandel weiteren Aufschwung, während der Einfluss Avas zurückging. Seine Vasallenstaaten Prome und Taungu rebellierten. Taungu wurde zur neuen stärksten Macht in Oberbirma und konnte 1539 auch Unterbirma unter seine Kontrolle bringen.
Nach ihrer Vertreibung aus Pegu 1599 residierten die Könige der Taungu-Dynastie vorübergehend, ab 1635 dauerhaft in Ava. Mitte des 18. Jahrhunderts verloren sie jedoch ihre Macht und Birma zerfiel wieder in viele unabhängige Staaten. Die neue dominante Macht wurde die Konbaung-Dynastie, die, nachdem sie die Kontrolle über weite Teile Birmas gewonnen hatte, Ava 1765 zu ihrer Hauptstadt machte. Nach einer Reihe blutiger Intrigen um die Nachfolge seines Vaters Alaungpaya fand König Bodawpaya, dass der Palast mit Blut besudelt und damit entheiligt sei und verlegte die Residenz 1783 in das neu errichtete Amarapura. Er erzwang auch die Umsiedelung der Bevölkerung aus dem gut ausgebauten Ava in die von Sümpfen und Wassergräben umgebene neue Stadt. Ava ließ er weitgehend zerstören. Sein Enkel Bagyidaw kehrte 1821 in das günstiger gelegene Ava zurück und baute es wieder auf. 1841 wurde Ava von einem gewaltigen Erdbeben fast völlig zerstört, in der Folgezeit aufgegeben und die Hauptstadt wieder nach Amarapura verlegt.
Der Ort ist heute ein beliebtes Ziel für Touristen.

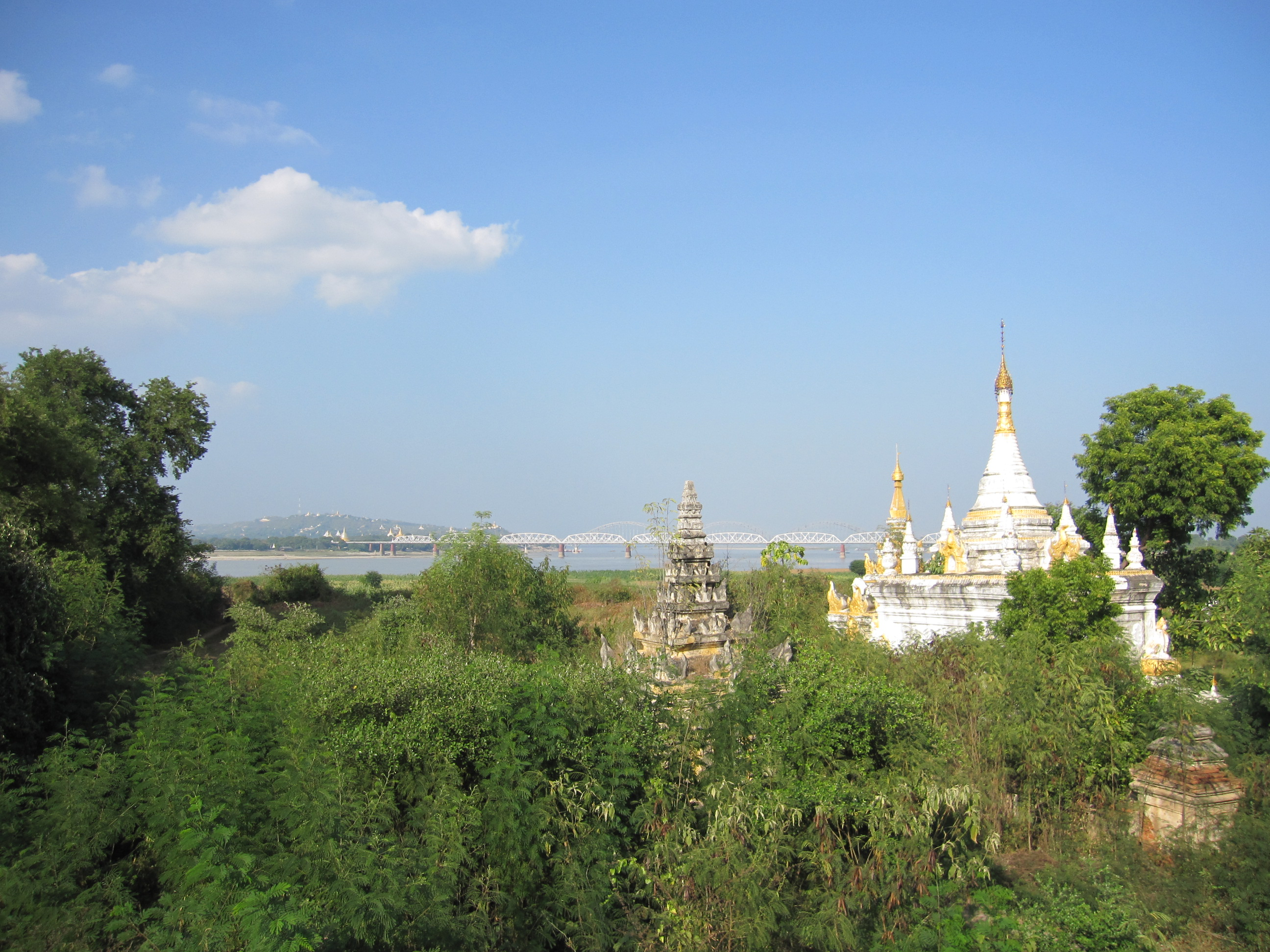
Ruinen im Vordergrund und Brücke über den Irrawaddy im Hintergrund
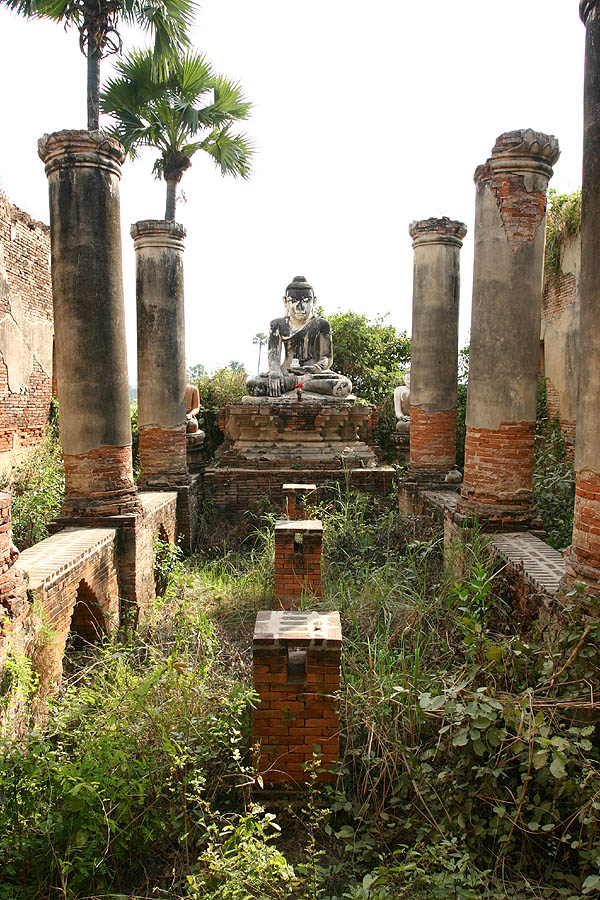
Ruine in Ava
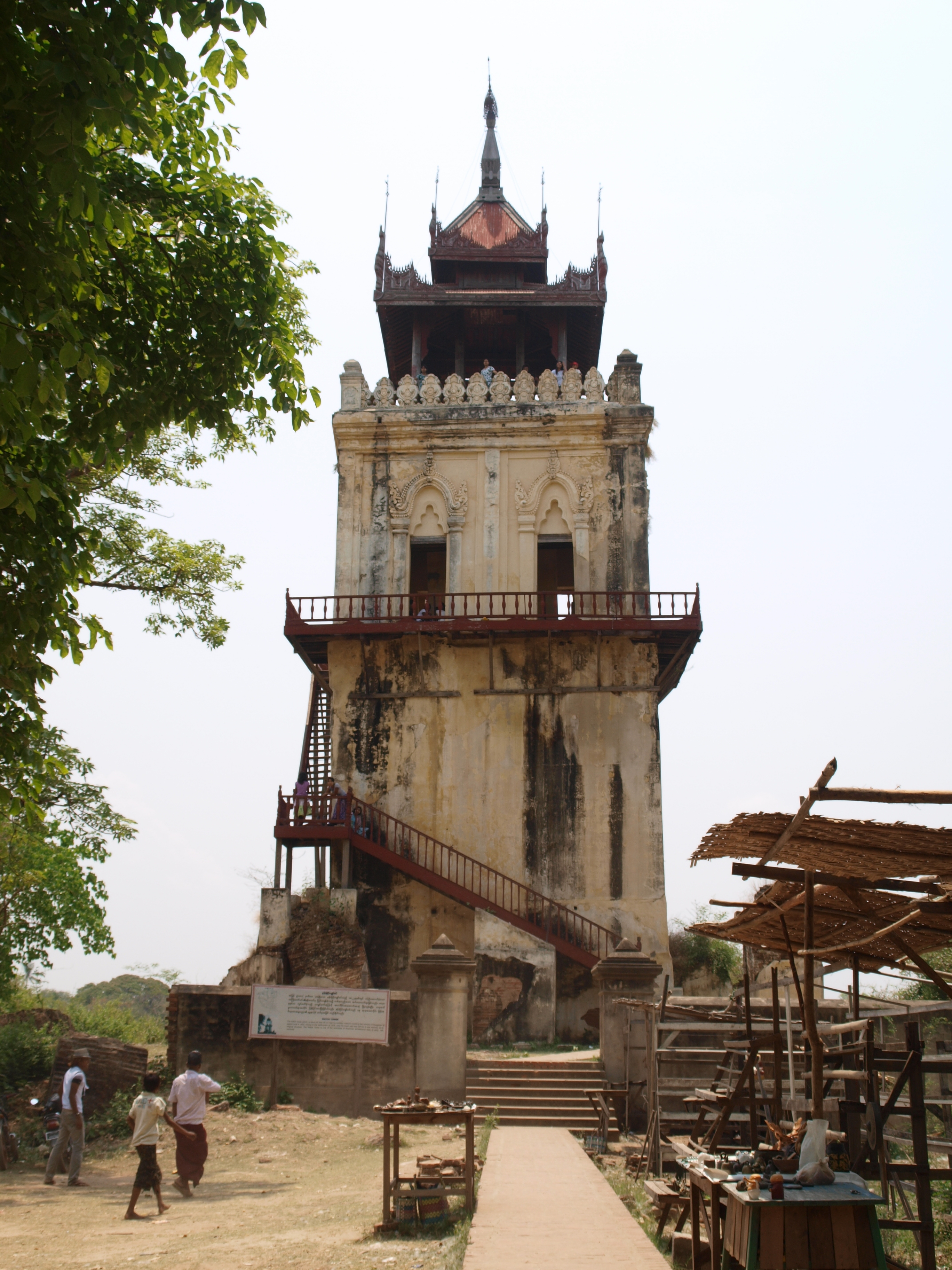
Nanmyint Wachturm (Schiefer Turm von Ava)